# Yoav Galant
Yoav Galant (în ebraică יואב גלנט; n. 8 noiembrie 1958, Jaffa, Districtul Tel Aviv, Israel) este un militar și om politic israelian, general maior în rezervă, deputat în Knesset - în trecut din partea partidului Kulanu⁠(d) (condus de Moshe Kahlon⁠(d)) și în prezent - din partea partidului conservator Likud, a fost  ministrul apărării al Israelului⁠(d), în cadrul celui de-al șaselea guvern Netanyahu între decembrie 2022 și 7 noiembrie 2024, în trecut ministru al învățământului și al educației superioare si complementare, ministru al construcțiilor și locuințelor, ministru al integrării imigranților,președinte temporar al Comisiei de afaceri externe și apărare a Knessetului.    
A fost, între altele, comandant al diviziei Gaza și al comandoului 13. Ultima sa funcție în armata israeliană a fost cea de comandant al Comandamentului de Sud. Galant a fost candidat la funcția de al 20-lea Șef al Statului General Major al armatei israeliene după Gabi Ashkenazi, numirea sa fiind aprobată de guvernul israelian, dar a fost anulată în urma unui apel la Curtea Supremă și a datelor publicate în raportul Controlorului Statului în legătură cu nereguli în construcția casei sale familiare în moșavul Amikam⁠(d).

## Biografie

### Copilărie și tinerețe
Yoav Galant s-a născut în 1958 la Jaffa, ca fiu al unor imigranți evrei din Polonia. Mama sa, Fruma, născută Segal, de profesiune soră medicală, a fost supraviețuitoare a Holocaustului, care a emigrat in Palestina la bordul vaporului Exodus⁠(d). Împreună cu ceilalți pasageri ai vasului, a fost oprită la graniță și trimisă înapoi în portul Hamburg și a reușit să ajungă în Israel în 1948. Tatăl său, Michael Galant, a luptat împotriva ocupanților naziști ca partizan în pădurile din Ucraina și Belarus, iar după ce a ajuns în Israel în 1948, a servit în armată, în brigada Givati, inclusiv în unitatea Shualey Shimshon⁠(d) („Vulpile lui Samson”) și s-a făcut vestit ca unul din cei mai buni trăgători de elită ai țării.
El a participat la Războiul de Independență a Israelului, inclusiv la Operațiunea Yoav⁠(d), când a fost cel dintâi soldat care a pătruns în fortul Iraq Suwaydan, controlat de egipteni.
În memoria operațiunii, și-a numit fiul Yoav.
Familia a locuit în cartierul Ghivat Alia din Jaffa, apoi la Givatayim, unde Yoav Galant a învățat la Liceul David Kalai. Tatăl său a murit când Galant avea 17 ani Mai târziu Galant a terminat licența în afaceri și administrație financiară la Universitatea din Haifa⁠(d).

### Cariera militară
Galant și-a început cariera militară în 1977 ca soldat într-un comando naval Shayetet 13⁠(d). După eliberarea din cei șase ani de serviciu militar activ, a plecat în Alaska unde a lucrat ca tăietor de lemne⁠(d) în exploatările forestiere. Revenit în Israel, s-a înrolat iarăși în flota militară, și a servit pe o vedetă lansatoare de rachete, ajungând să fie comandant adjunct al INS Keshet⁠(d). Remarcat fiind de comandantul flotei militare, Ami Ayalon⁠(d), a fost numit în 1992 comandant al unității de comando Shayetet 13, poziție pe care a ocupat-o până în 1994. A renunțat temporar la studii și a trecut apoi în forțele de uscat, în 1993 comandând brigada Menashe din Jenin în Cisiordania.
Ulterior a fost comandant al Diviziei Gaza; a comandat în Divizia 340 blindată de rezerviști (Idan) și în 2001 a devenit șeful cartierului general al GOC Army. A fost ridicat la rangul de general-maior, devenind în 2002 secretarul militar al primului ministru Beniamin Netaniahu. În 2005 a devenit comandantul Comandamentului de sud al armatei israeliene. Sub conducerea sa (până în octombrie 2010), armata israeliană a lansat Războiul din Gaza din 2008-2009⁠(d) (Oferet yetzuka) împotriva organizației islamiste Hamas din Fâșia Gaza.

### Ministru al apărării
După formarea ultimului guvern de dreapta-extremă dreapta, condus de Netanyahu la începutul anului 2023, au apărut diferende între Galant și ministrul de finanțe „sionist religios” Betzalel Smutrich care a fost numit și în cadrul Ministerului apărării ca ministru al coordonării actiunilor și politicii în teritoriile controlate de Israel în Cisiordania. Divergențele s-au centrat mai ales pe atitudinea de adoptat fața de noile așezări evreiești improvizate de extremiști evrei fără aprobarea autorităților militare în Cisiordania.În martie 2023 a avut loc și o escaladare a tensiunii la granița cu Libanul după pătrunderea unui terorist libanez in Israel. 
Galant s-a confruntat la începutul anului 2023 și cu lansarea de către noul guvern a unei reformei judiciare blitz și cu mișcarea de protest contra acestei reforme, în cursul căreia unele grupuri de ofițeri în rezervă, inclusiv aviatori, au anunțat că intenționează să nu se mai prezinte la concentrări. Galant, care a condamnat refuzul de a servi in armată, a încercat,totodată, să convingă coaliția de dreapta din care face parte, să negocieze cu opoziția și să ajungă la un compromis în domeniul reformei judiciare.    
În discuții cu primul ministru Netanyahu, Galant a afirmat că în caz că nu se ajunge la o soluție de compromis, va demisiona.    
la 25 martie 2023 el apelat la suspendarea imediată a blitzului  de legiferări în parlament destinate avansării reformelor judiciare, considerând situația ca fiind primejdioasă pentru securitatea statului. Premierul Netanyahu și-a anuntat intenția de a-l demite din funcția de ministru al apărării. Declarația lui Netanyahu a declanșat o demonstrație de sute de mii de cetățeni în semn de protest față de intenția de a-l demite pe Galant. Și Histadrutul, Confederația Generală a Muncitorilor, a declarat o grevă generală protestând împotriva demiterii lui Galant și cerând oprirea legiferării reformei justiției.
Ulterior Netanyahu a anunțat suspendarea provizorie a demersurilor de reformare a justiției și greva a încetat.
La 9 mai 2023, la o săptamână după un atac cu rachete dinspre Fâșia Gaza spre localități israeliene, armata israeliană a declanșat Operațiunea Scut și Săgeată, în cadrul careia au fost uciși trei comandanți din organizatia teroristă palestiniană Jihad Islami, încercându-se menținerea în afara luptelor a organizației teroriste Hamas.
După o săptămână s-a produs o escaladare a tensiunii pe mai multe fronturi, cu atentate teroriste ucigașe, tiruri de rachete dinspre Liban spre Israel, Siria și Fâșia Gaza, și reactii de represalii ale aviației militare israeliene. La 10 aprilie 2023 premierul Netanyahu a anunțat într-o conferință de presă ca Galant va continua sa fie ministru al apărării
În iulie 2023 militarii israelieni au acționat pentru lichidarea unor celule de teroare palestiniană în Jenin (Operațiunea Bait vegan - Casa și grădină), după ce acestea au lansat zeci de atentate de la începutul anului.

#### 7 octombrie 2023 - Atacul „Potopul Al Aksa” și Războiul săbiilor de fier
În dimineața sâmbetei de 7 octombrie, în timpul sărbătorii evreiești Simhat Tora, organizațiile palestiniene Hamas și Jihad Islami au declanșat de pe teritoriul Fâșiei Gaza un atac surpriză, numit Potopul Al Aksa, asupra Israelului. Sub acoperirea a 4.300 rachete au pătruns din Fâșia Gaza în Israel circa 6000 teroriști palestinieni care au intrat în zeci de așezări israeliene și în instalații militare israeliene în zona de graniță cu Fâșia Gaza și în jurul ei, prin 119 sparturi în gardul israelian de securitate de la frontieră, și au deschis focul supra puținilor străjeri voluntari, soldați și polițiști aflati în localitatile atacate. Teroriștii au comis acte de cruzime, măceluri și violuri, omorând 1.150 persoane, între care 779 civili, și răpind ca ostatici în Fâșia Gaza 251 persoane, între care femei, bătrâni ,copii și sugari. În primele ceasuri ale atacului palestinian au rezistat împotriva atacatorilor un număr redus de străjeri voluntari din așezări, polițiști, luptători din unitatea anti-teroare și soldați israelieni. În cursul luptelor au fost omorâți 1609 teroriști palestinieni iar de partea israeliană, 301 soldați, 55 polițiști și 10 oameni de securitate. 
În urma atacului armata israeliană a pornit Războiul numit „al Săbiilor de fier”. Israelul a evacuat de locuitori 29 localităti de la granița cu Fâșia Gaza. De asemenea, locuitorii a 22 localități din nordul țării, de la frontiera cu Libanul au fost evacuați și ei, de teama unei escaladări a atacurilor organizației de teroare șiite Hizbollah din Liban.
În cursul luptelor dintre Israel și forțele Hamas și Jihad Islami au fost omorâte peste 40.000 persoane dintre locuitorii Fâșiei Gaza, dintre care peste 10,000 combatanți ai acestor organizații și Fâșia Gaza a suferit imense distrugeri de case și infrastructură. Sute de mii de locuitori palestinieni ai Fâșiei Gaza au fost silit să-și părăsească căminele și să se mute în tabere de corturi.
La 15 mai 2024 în cursul Războiului dintre Israel,de o parte și Fâșia Gaza și Hizbollah,pe de alta prte, ministrul Galant a convocat o conferință de presă în care a criticat pe premierul Netanyahu pentru faptul că amână dezbaterea chestiunii ordinii viitoare în Fâșia Gaza după ce luptele vor fi încetat. El a cerut lui Netanyahu sa declare ca Israelul nu va stăpâni Fâșia Gaza și s-a opus ideii creării unui guvernământ militar israelian în Fâșie. Cuvintele sale au fost condamnate  de factori din coaliție și opoziție  dar s-au bucurat de sprijinul liderului partidului Tabăra statală, Beni Gantz.
În mai 2024 Karim Khan, procurorul șef al Curții internaționale penale de la Haga, sesizate de Africa de Sud, a cerut emiterea de mandate de arest contra lui Galant pentru suspiciunea de crime de război contra umanității ca de exemplu suspiciunea de înfometare a populației civile ca mijloc de război, ucideri intenționate, atacuri îndreptate împotriva populației civile,     
Procurorul Karim Khan a cerut emiterea unor mandate de arest similare și împotriva premierului israelian Netanyahu și a conducătorilor organizației palestiniene Hamas, Yehiya Sinwar, Ismail Hanieh și Muhammad Dheif.
Între timp Hanieh a fost ucis într-un atentat la Teheran în iulie 2024, iar Muhammad Dheif a fost, se pare, ucis într-un atac israelian în Fâșia Gaza. În octombrie a fost ucis și liderul Hamasului, Yahiya Sinwar.
În toamna 2024, în urma continuării atacurilor cu rachete și drone ale Hizbollah mai ales asupra localităților din nordul Israelului, s-a intensificat lupta dintre Israel si Hizbollah, în cursul căreia numeroși ofiteri și comandanți ai Hizbollah au fost ucisi sau răniți, între altele în explozia simultană a sute de pager-uri, si in bombardamente aeriene masive, în care și-au pierdut viața și liderul Hizbollah, Hassan Nasrallah și succesorul său, Saif ad Din. Trupe israeliene au trecut pe teritoriul Libanului de sud pentru a pune capăt prezenței militare, inclusiv a atelierelor militare și a depozitelor îndesate cu arme, rachete și muniții ale gherilelor Hizbollah în proximitatea graniței israeliene. Paralel cu atacurile cu rachete si drone ale Hizbollah care s-au extins și spre orase ca Haifa, Krayot, Safed etc, aviația militară israeliană a continuat raiduri de bombardament contra pozițiilor Hizbollah din cartierul Dahiye din Beirut,la Tir, în zona Baalbek, în zona de frontieră libano-siriană etc
Israelul s-a confruntat în aprilie si octombrie 2024 și cu două atacuri masive cu rachete si drone dinspre Iran, li a efectat două atacuri aeriene de ripostă pe teritoriul Iranului.  
La 5 noiembrie 2024 premierul Netanyahu a demis pe generalul (rez.) Galant din funcția de ministru al apărării invocând relații de neîncredere între cei doi și a decis înlocuirea lui cu ministrul Israel Katz.

### Viața privată
Galant este căsătorit și are trei copii: un fiu și două fiice. Soția, Claudine, a fost locotenent-colonel în armată.